# مودگاربه
مودگاربه (به لاتین: Modgarby) یک روستا در لهستان است که در گمینا بارچیانه واقع شده است. مودگاربه ۱۳۰ نفر جمعیت دارد.